# David Kilgour
David Kilgour (18. února 1941, Winnipeg, Manitoba, Kanada – 5. dubna 2022, Ottawa, Ontario, Kanada) byl kanadský politik, který zastával funkci tajemníka pro Asii a Tichomoří. Byl také oceněn Masarykovou cenou, kterou mu udělilo Sdružení Čechů a Slováků v Kanadě.

## Život
Vyrůstal ve Winnipegu. Jeho dědeček z matčiny strany, Daniel McDonald vedl mnoho let právní praxi v Portage La Praire a 18 let sloužil ve funkci nejvyššího soudce provincie
Manitoba. Dědeček z otcovy strany, Fred Kilgour, měl právní praxi ve městě Brandon, později přijal nabídku nastoupit na místo soudce provinčního soudu v Queen’s Bench. Jeho otec, David E. Kilgour, byl 16 let prezidentem a ředitelem pojišťovací společnosti Great West Life Insurance.
Jeho právnický doktorský titul byl vystaven University of Toronto v roce 2000, kdy univerzita znovu vydávala tituly LLB a mezi nimi i jeho, původně nabytý v roce 1966. Přihlásil se i do studijního programu ústavního práva Doctorat de l’université na Université de Paris (1969), ale studia nedokončil. Dostal povolení vést justiční praxi v Britské Kolumbii v Manitobě a Albertě.

### Justiční praxe
Smluvně vázán s vancouverskou právní firmou Russel a DuMoulin, pod vedením Hon. Michaela Goldieho, z Odvolacího soudu provincie Britská Kolumbie, 1966–67, dále zaměstnán jako asistent státního žalobce města Vancouver, až do roku 1968, kdy za Vancouver kandidoval do parlamentu.
Začal pracovat pro federální Ministerstvo spravedlnosti v Ottawě (1968), nejdříve v oddělení civilních právních sporů, později v oddělení daňového soudnictví.
Po návratu do Kanady ze studií ve Francii vstoupil v roce 1970 do winnipegské právní firmy Pitblado Hoskin, kde se zabýval občansko-právními spory a pracoval také jako obhájce v oblasti trestního práva. Později byl navržen na post korunního návladního (Crown Attorney) za justiční obvod Dauphin, západní Manitoba, Alberta. V roce 1972 navržen jako vyšší jednatel hlavního právního zástupce, zabýval se převážně kriminálními případy a právem, spojeným s otázkami životního prostředí, než byl za edmontonskou oblast zvolen do House of Commons (1979).
Pracoval v justiční komisi, 1980–84, ve společné komisi pro zákonné prostředky House of Commons a Senátu, kritik programu prevence zločinu pro opoziční stranu v letech 1980–83, parlamentní zástupce mluvčího a předsedy komise, 1993–97, předseda podkomise pro lidská práva a mezinárodní rozvoj, 2004–05.
V kanadské vládě působil na pozici státního tajemníka (Secretary of State) pro Latinskou Ameriku a Afriku, 1997–2002, v letech 2002–2003 státní tajemník pro Asii a Tichomoří.

## Mezinárodní lidskoprávní činnost
V lednu 2006 společně s právníkem Davidem Matasem vydali knihu Krvavá sklizeň (Bloody harvest) zabývající se odebíráním orgánů členům Fa-lun-kungu v Číně. Po dvou měsících vyšetřování, ke kterému je přizval čínský advokát Kao Č'-šeng prohlásili, že čínská vláda, popravila „velké, ale neznámé množství vězňů svědomí z řad praktikujících Fa-lun-kungu a odebrali jim vnitřní orgány zahrnujíc rohovky, srdce, ledviny a játra a tyto orgány pak s velkým ziskem prodaly zahraničním zájemcům, poptávajícím zdravé orgány k transplantaci.“ Podle autorů nebyla kniha ani jednou z dotčených stran (Fa-lun-kung, Čínská lidová republika) vyvrácena.

### Celosvětová kampaň za omezení transplantační turistiky do Číny
Aby přiměli čínskou vládu zastavit tyto obchody, navštívili vyšetřovatelé více než čtyřicet zemí, kde se zvyšovali veřejné povědomí o masovém, nelegálním a násilném odebírání orgánů v Číně a za omezování transplantační turistiky za účelem snížení poptávky po orgánech pocházejících z Číny.
19. května 2010 promluvil bývalý kanadský ministr zahraničí David Kilgour před členy Evropského parlamentu v rámci projednávání otázky nelegálních transplantací a obchodu s lidskými orgány. Zde shrnul výsledky snah mnohých lidí v Číně a ve světě o zastavení tohoto nového zločinu proti lidskosti.
- Od ledna 2007 čínským pacientům byl dán prioritní přístup k orgánovým transplantacím před zahraničními.[5]
- Webové stránky v Číně, které předtím inzerovaly ceny a krátké čekací doby pro transplantace, zmizely. David Matas a já jsme ty stránky archivovali, ale stránky již nejsou ze svých zdrojů viditelné.[5]
- Čínská vláda nyní akceptuje, že vězňové jako zdroj orgánů jsou nepřístojní. Náměstek ministra zdravotnictví Huang Jeifu uvedl v pilotním projektu orgánového dárcovství v srpnu 2009, že "odsouzení vězňové s konečnou platností nejsou vhodným zdrojem pro orgánové transplantace”.[5]
- Tchaj-wan zakázal návštěvy čínských doktorů zprostředkujících orgánové transplantace.[5]
- Hlavní transplantační nemocnice v Queenslandu v Austrálii zakázaly výcvik čínských chirurgů.[5]
- Izrael převzal zákon zakazující prodej a zprostředkovávání orgánových transplantací a ukončil financování transplantací pro své občany skrze zdravotní pojišťovací systém.[5]
- Belgický senátor Patrik Vankrunkelsven a kanadský poslanec Borys Wrzesnewskyj představili svým příslušným parlamentům mezinárodní legislativu zakazující transplantační turistiku. Oba by penalizovali jakéhokoliv pacienta, který obdrží orgán bez svolení dárce, když pacient ví nebo by měl vědět o neexistenci svolení.[5]
- Světová lékařská asociace došla k dohodě s Čínskou zdravotnickou asociací, že orgány vězňů a dalších jednotlivců ve vazbě nesmí být použity pro transplantaci, pokud nejsou příjemci členy jejich nejbližší rodiny.[5]
- Transplantační společenství se postavilo jak proti transplantování orgánů vězňů, tak proti prezentacím studií zahrnujících data pacienta nebo vzorky příjemců orgánů nebo tkáně vězňů.[5]

Situace se pro Fa-lun-kung zhoršuje
Podle Davida Kilgoura však tyto výše uvedené změny nepřinesly konec zabíjení politických vězňů z řad Fa-lun-kungu za účelem zisku. Podle něho se pro Fa-lun-kung se situace ve skutečnosti zhoršila. Od doby, co začali pracovat proti nelegálním odběrům orgánů, se počet lidí odsouzených na smrt po celé Číně dramaticky snížil, ale počet transplantací po mírném poklesu znovu stoupl na původní úroveň.
Vězňové odsouzení na smrt byli podle Kilgoura kromě lidí z Fa-lun-kungu jediným zdrojem pro orgánové transplantace. Pokles zdrojů na straně této populace znamená podle něho vzestup transplantací na straně praktikujících Fa-lun-kungu. Loupení orgánů praktikujícím Fa-lun-kungu se tedy od chvíle, co vydaly vyšetřovací zprávu Krvavá sklizeň, začalo zhoršovat. Kilgour dále vyzývá k pokračování v nátlaku na Peking, aby učinil změny, dokud tyto nelegální a nelidské obchody neskončí.